# パウロ・オルランド
- パウロ・オーランド

パウロ・ロベルト・オルランド（Paulo Roberto Orlando, 1985年11月1日 - ）は、ブラジル連邦サンパウロ州サンパウロ出身のプロ野球選手（外野手）。右投右打。メキシカンリーグのベラクルス・イーグルスに所属。

## 経歴

### プロ入り前
高校時代まで短距離のブラジル代表として活躍していた。

### プロ入りとホワイトソックス傘下時代
2005年1月21日にシカゴ・ホワイトソックスと契約してプロ入り。
2006年に傘下のA級カナポリス・インティミディターズでプロデビュー。116試合に出場して打率.262、6本塁打、31打点、29盗塁を記録した。
2007年はA+級ウィンストン・セイラム・ワースホッグスでプレーし、102試合に出場して打率.253、8本塁打、34打点、20盗塁を記録した。
2008年もA+級ウィンストン・セイラムでプレーし、112試合に出場して打率.261、12本塁打、51打点、29盗塁を記録した。

### ロイヤルズ時代
2008年8月9日にホラシオ・ラミレスとのトレードで、カンザスシティ・ロイヤルズへ移籍した。移籍後は傘下のA+級ウィルミントン・ブルーロックスでプレーし、18試合に出場して打率.254、3本塁打、9打点、1盗塁を記録した。
2009年もA+級ウィルミントンでプレーし、101試合に出場して打率.261、2本塁打、34打点、20盗塁を記録した。
2010年はAA級ノースウエストアーカンソー・ナチュラルズでプレーし、121試合に出場して打率.305、13本塁打、64打点、25盗塁を記録した。
2011年はまずAAA級オマハ・ストームチェイサーズで58試合に出場したが、打率.235、1本塁打、27打点、6盗塁と結果を残せず、7月にAA級ノースウエストアーカンソーへ降格した。同球団では45試合に出場して打率.305、4本塁打、24打点、8盗塁を記録した。
2012年はAA級ノースウエストアーカンソーでプレーし、116試合に出場して打率.279、6本塁打、40打点、21盗塁を記録した。
オフに第3回ワールド・ベースボール・クラシック(WBC)予選のブラジル代表に選出された。
2013年開幕前の3月に開催された第3回WBC本戦のブラジル代表に選出された。
シーズンではAAA級オマハでプレーし、92試合に出場して打率.276、5本塁打、46打点、8盗塁を記録した。
2014年もAAA級オマハでプレーし、136試合に出場して打率.301、6本塁打、63打点、34盗塁を記録した。オフの11月3日にロイヤルズとメジャー契約を結び、40人枠入りした。
2015年は初めて開幕25人のロースター入りを果たすと4月10日のホワイトソックス戦に「8番・左翼手」で先発出場し、ブラジル人史上3人目のメジャーデビュー（野手ではヤン・ゴームズに次いで2人目）を果たした。第二打席にジョン・ダンクスから三塁打を放ちメジャー初安打を記録した。この年は控え外野手としてコンスタントに出番を得て、86試合で打率.249、7本塁打、27打点、3盗塁という成績を残した。なお、四球が極端に少なく5つだけであり、出塁率は打率より.020高いだけだった。守備面では45試合で右翼手、37試合で左翼、5試合で中堅手を守り、計4つの失策を犯したものの、全ポジションでプラスのDRSを記録、トータルでは+8を記録した。
2016年は右翼のレギュラーに抜擢され、128試合に出場。打撃面では打率.302、5本塁打、43打点、14盗塁という好成績を残した。ただ、13四球に対して105三振を喫し、選球眼の課題も残った。右翼の守備は、89試合で3失策・守備率.982・DRS +5、中堅37試合で1失策・守備率.988・DRS +5と、いずれのポジションでも好守を発揮した。
2017年は39試合に出場して打率.198、2本塁打、6打点、1盗塁を記録した。
2018年は25試合に出場して打率.167、5打点を記録した。オフの11月2日にFAとなった。

### ドジャース傘下時代
2019年1月4日にロサンゼルス・ドジャースとマイナー契約を結んだ。

### ホワイトソックス傘下復帰
2019年5月10日に金銭トレードで、ホワイトソックスへ移籍したが、8月19日に解雇された。

### メキシカンリーグ時代
2020年3月12日、アメリカ独立リーグのアトランティックリーグに所属するサマセット・ペイトリオッツと契約した。しかし、COVID-19の影響でリーグ開催がキャンセルされたため、試合に出場することなく退団した。7月3日にメキシカンリーグのドスラレドス・オウルズと契約した。
2021年もドスラレドス・オウルズと契約したが、6月4日にリリースされた。6月8日にベラクルス・イーグルスと契約した。8月28日に独立リーグであるアメリカン・アソシエーションのカンザスシティ・モナークスへ派遣された。ここでは優勝を経験している。
2022年1月28日に前年途中まで所属していたベラクルス・イーグルスに復帰した。

## 人物・プレースタイル
サンパウロ生まれで、12歳のころに日系の子どもたちに交じって野球に親しんだ。
俊足が特徴で国際陸上競技連盟の公式ホームページの選手名鑑によれば、2004年4月（18歳時）の大会で200メートル21秒10、400メートルで46秒58を記録している。
マイナー9年間通算で200盗塁、63本の三塁打を記録した俊足であり、メジャー昇格後は最初の3安打がすべて三塁打であった。これは史上初の記録である。

## 詳細情報

### 年度別打撃成績
| 年 度    | 球 団    | 試 合 | 打 席 | 打 数 | 得 点 | 安 打 | 二 塁 打 | 三 塁 打 | 本 塁 打 | 塁 打 | 打 点 | 盗 塁 | 盗 塁 死 | 犠 打 | 犠 飛 | 四 球 | 敬 遠 | 死 球 | 三 振 | 併 殺 打 | 打 率 | 出 塁 率 | 長 打 率 | O P S |
| -------- | -------- | ----- | ----- | ----- | ----- | ----- | -------- | -------- | -------- | ----- | ----- | ----- | -------- | ----- | ----- | ----- | ----- | ----- | ----- | -------- | ----- | -------- | -------- | ----- |
| 2015     | KC       | 86    | 251   | 241   | 31    | 60    | 14       | 6        | 7        | 107   | 27    | 3     | 3        | 2     | 1     | 5     | 0     | 2     | 53    | 0        | .249  | .269     | .444     | .713  |
| 2016     | KC       | 128   | 484   | 457   | 52    | 138   | 24       | 4        | 5        | 185   | 43    | 14    | 3        | 3     | 3     | 13    | 1     | 7     | 105   | 12       | .302  | .329     | .405     | .734  |
| 2017     | KC       | 39    | 90    | 86    | 9     | 17    | 3        | 0        | 2        | 26    | 6     | 1     | 1        | 0     | 0     | 1     | 0     | 2     | 20    | 3        | .198  | .225     | .302     | .527  |
| 2018     | KC       | 25    | 93    | 90    | 6     | 15    | 3        | 0        | 0        | 18    | 5     | 0     | 0        | 0     | 0     | 3     | 0     | 0     | 25    | 3        | .167  | .194     | .200     | .394  |
| MLB：4年 | MLB：4年 | 278   | 918   | 874   | 98    | 230   | 44       | 10       | 14       | 336   | 81    | 18    | 7        | 5     | 4     | 22    | 1     | 11    | 203   | 18       | .263  | .289     | .384     | .673  |

- 2018年度シーズン終了時

### 背番号
- 16（2015年 - 2018年）

### 代表歴
- 2013 ワールド・ベースボール・クラシック予選 ブラジル代表
- 2013 ワールド・ベースボール・クラシック・ブラジル代表